# Vektor CP1
Die Vektor CP1 war eine halbautomatische Pistole, die von der südafrikanischen Firma Lyttleton Engineering Works (LIW) bzw. Vektor von 1996 bis 2000 produziert wurde.

## Geschichte
Die Vektor CP1 wurde 1996 von der Firma Lyttelton Engineering Works (LIW) bzw. Vektor, der heutigen Denel Land Systems, eingeführt. Denel Land Systems ist Teil der Denel Firmengruppe. Besonderes Merkmal bei ihrer Einführung war ihr futuristisches Aussehen. Da die Waffe ausschließlich abgerundete Ecken hatte, war sie für verdecktes Tragen prädestiniert und wurde als „verdeckt zu tragende Waffe“ vermarktet. Der damalige Verkaufspreis lag zwischen 350 und 400 US-Dollar.

## Technik
Die 177 mm lange Waffe hatte einen aus Polymer gefertigten Rahmen und arbeitete mit einem gasverzögerten Masseverschluss. Nachdem das Magazin eingeführt und der Schlitten zurückgeführt wurde, war der Hahn, der sich vollständig im Inneren der Waffe befand, gespannt und die Waffe schussbereit. Es gab keine Möglichkeit, die Waffe zu entspannen. Dafür hatte die Pistole zwei Sicherungsmechanismen, die ein versehentliches Abfeuern der Waffe verhindern sollte. Im Abzugsschutz war ein Hebel untergebracht, der zum Entsichern der Waffe nach vorne geschoben werden musste. Im gesicherten Zustand war eine rote Markierung auf dem Hebel sichtbar.
Wahlweise konnte ein Magazin mit 13 oder 12 Schuss verwendet werden. Die Mündungsgeschwindigkeit betrug zwischen 300 und 360 Meter pro Sekunde.

## Rückruf
Im Oktober 2000 wurde die CP1 zurückgerufen, da sich ein Problem mit dem inneren Sicherheitsmechanismus herausgestellt hatte. Dadurch war es möglich geworden, dass die Waffe selbstständig einen Schuss abgab, wenn sie auf den Boden fiel. Vektor bot jedem CP1-Besitzer 500 US-Dollar für die Rückgabe der Waffe an.